# Síndrome de Paris

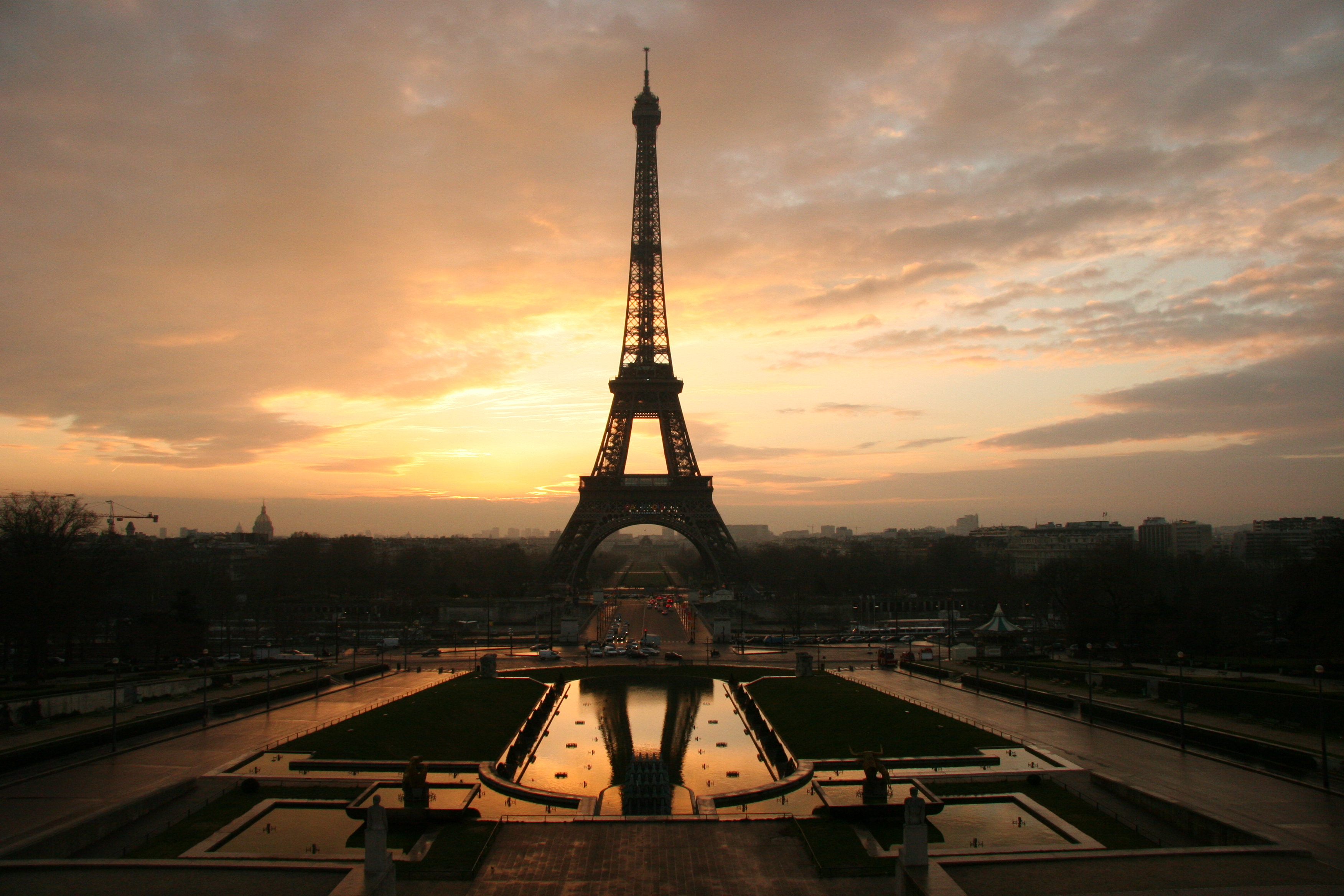
Torre Eiffel, Paris

Síndrome de Paris é um distúrbio psicológico transitório exibido por alguns  indivíduos que visitam Paris ou outro local da Europa Ocidental decorrente do choque extremo ao descobrir que o local visitado não é aquilo que fora idealizado. É caracterizada por uma série de sintomas psiquiátricos, como estado agudo de delírio, alucinações, sentimentos de perseguição (percepção de ser vítima de preconceito, agressão ou hostilidade dos outros), desrealização, despersonalização, ansiedade, e também manifestações psicossomáticas, tais como tontura, taquicardia, sudorese, e outros. Síndromes similares incluem Síndrome de Jerusalém e Síndrome de Stendhal. A condição é comumente vista como uma forma grave de choque cultural.

## História
O professor Hiroaki Ota, foi um psiquiatra japonês que trabalhou na França, e é creditado como a primeira pessoa a diagnosticar a doença, em 1986. No entanto, mais tarde o trabalho feito por Youcef Mahmoudia, médico do hospital Hôtel-Dieu de Paris, indica que a síndrome de Paris é "uma manifestação de psicopatologia relacionada à viagem, ao invés de uma síndrome do viajante". Ele teorizou que a excitação resultante de visitar Paris faz com que o coração a acelerar, causando tontura e falta de ar, o que resulta em alucinações na forma semelhante à Síndrome de Stendhal descrito pelo psiquiatra italiano Graziella Magherini em seu livro La sindrome di Stendhal.

## Causas
Os autores do artigo para a revista de psiquiatria francesa nervuré, citam como fatores contributivos para a síndrome nos japoneses:[carece de fontes?]
1. Barreira da língua - poucos japoneses falam francês e vice-versa. Esta acredita-se ser a causa principal e é pensado para gerar o restante. Além das diferenças óbvias entre japoneses e franceses, muitas frases cotidianas e expressões idiomáticas tem falta de significado e substância quando traduzidas, aumentando a confusão de alguns que ainda não as tenham ouvido.
2. A diferença cultural - a grande diferença entre eles não é só os idiomas, mas também o comportamento comunicativo e social. Os franceses podem se comunicar a um nível informal em comparação com o rigidamente formal da cultura japonesa, o que prova ser uma grande dificuldade para alguns visitantes japoneses. Pensa-se que são as flutuações rápidas e frequentes de humor, tenso e atitude, especialmente na entrega de humor, que causam a maior dificuldade.
3. Imagem idealizada de Paris - também foi especulado como manifestação da incapacidade do indivíduo para conciliar uma disparidade entre a imagem popular japonesa e a realidade de Paris. Os japoneses, muitas vezes, imaginam Paris como uma terra de sonhos, uma terra de beleza, cultura e romance. No entanto, eles logo descobrem o contrário, quando eles visitam Paris pela primeira vez. Eles acham um lugar muito regular, as instalações são desorganizadas, muitas áreas são impuras, e a vida caracterizada pelo ruído, não como o que estava em sua imaginação.
4. Exaustão - o sobrecarregamento do seu tempo e energia, seja em viagem de negócios ou em férias, na tentativa de aproveitar muito em todos os momentos de uma estadia em Paris, juntamente com os efeitos do jet lag, todos contribuem para a desestabilização psicológica de alguns visitantes.

## Susceptibilidade

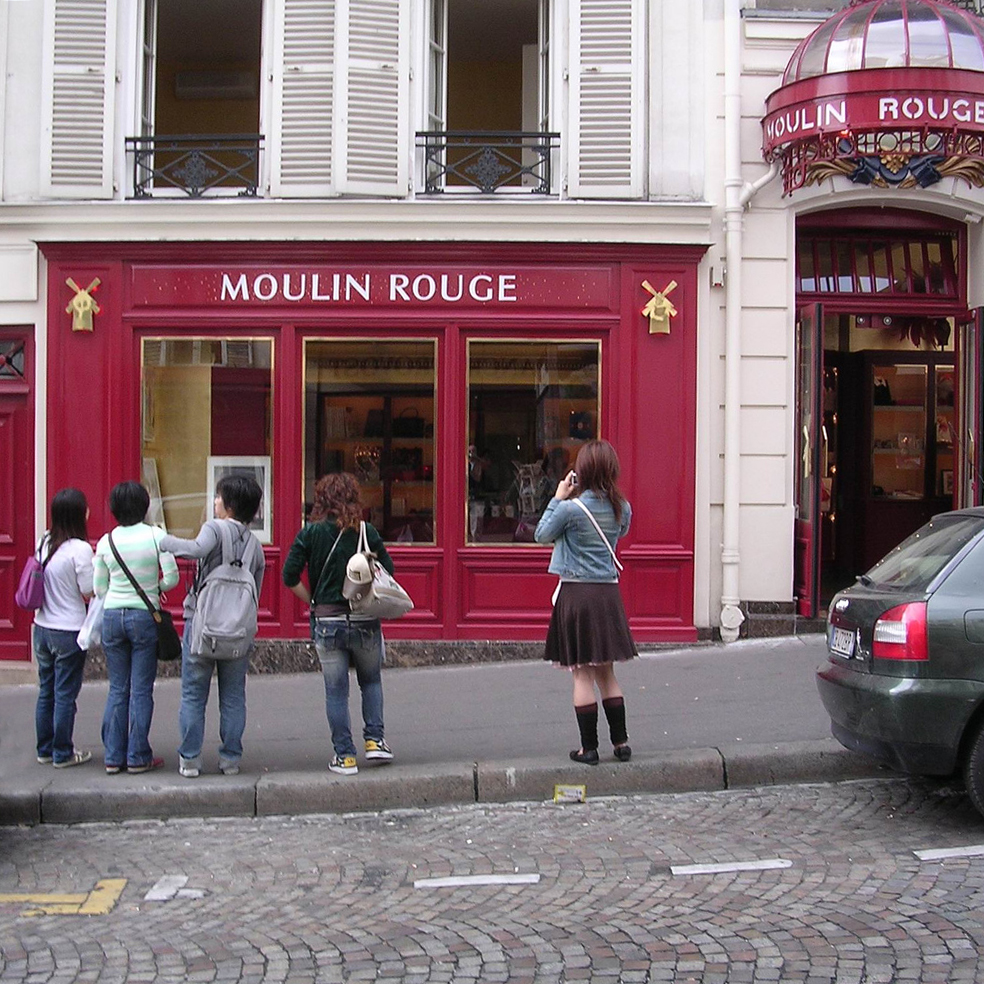
Turistas japoneses em Paris.

Visitantes japoneses são observados por serem especialmente suscetíveis. Foi observado pela primeira vez pela nervuré, a revista francesa de psiquiatria, em 2004. Dos estimados seis milhões de visitantes anuais, o número de casos relatados não é significativo: de acordo com um administrador na embaixada japonesa na França, cerca de vinte turistas japoneses por ano são afetadas pela síndrome. A suscetibilidade do povo japonês pode estar ligada à popularidade de Paris na cultura japonesa, nomeadamente a imagem idealizada de Paris prevalente na publicidade japonesa.
Mario Renoux, o presidente da Associação Médica franco-japonesa, afirma ao Libération: "Des Japonais entre mal du pays et mal de Paris" ("Alguns japoneses então entre a saudade de casa e a síndrome de Paris", em 13 de Dezembro de 2004) que revistas (japonesas) são os principais responsáveis pela criação desta síndrome. Renoux indica que a mídia japonesa, revistas em particular, muitas vezes retratam Paris como um lugar onde a maioria das pessoas ao olharem na rua vão ver modelos magérrimas e a maioria das mulheres se vestem de alta moda marcas como Louis Vuitton, enquanto que na realidade francesa as marcas de moda são principalmente para consumidores estrangeiros, e a população francesa é muito mais acima do peso do que a população japonesa.
A partir de 2004, a embaixada japonesa fornece uma linha de ajuda 24 horas por dia para ajudar turistas japoneses que sofrem desta condição. A embaixada também informou que, neste momento, em média, doze pessoas sofreram com a doença anualmente.